# 장우람 (야구 선수)
장우람(張友濫, 1988년 9월 7일 ~ )은 전 KBO 리그 두산 베어스의 투수이다.

## 선수 경력

### 아마추어 시절
전주고등학교 3학년이던 2007년 제37회 봉황대기 전국고교야구대회에서 이틀에 걸쳐 14이닝 노히트 노런이라는 진기록을 세우며 일약 유명해졌다. 8월 12일 동대문 야구장에서 속개된 상원고와의 1회전 서스펜디드 경기에서 18이닝 3피안타 3볼넷 14탈삼진 무실점의 역투로 전주고의 1대 0 승리를 이끌며 승리투수가 됐다. 8월 11일 연장 12회까지 1볼넷 11탈삼진 무피안타 무실점을 기록했고 다음날인 12일에도 연장 15회 1사에서 47번째 타자에게 안타를 허용하기 전까지 2.1이닝 무피안타로 총 14.1이닝 노히트 노런을 기록하였다. 이는 한국야구 역사상 최장 노히트 노런이며, 연장 18회까지 던진 215개 투구수는 2006년 진흥고 정영일의 242개-222개와 안산공고 김광현의 226개에 이어 고교야구 역대 4번째 최다 투구수 기록이다.
그러나 고교 일선 지도자들의 투수 혹사 논란이 불거지며 18이닝 완봉투는 '정영일 케이스'와 함께 정치권에서 쟁잼화되었고, 2007년 8월 당시 민주노동당 대선후보였던 노회찬 의원은 '서스펜디드 경기로 인해 이틀에 걸쳐 18이닝 동안 214개를 던지는 인권침해는 없어져야 한다’는 메시지를 야구계에 전하기도 했다. 다만 훗날 인터뷰에서는 '자청했던 등판이었으며 감독은 이튿날 등판을 만류하였다’라고 당시 상황을 설명하였는데 당시 전주고는 최정상(3학년)의 유급과 박민정(3학년) 조은별(2학년)의 부상으로  제한적인 선수기용이 불가피한 상황이었다.
2008년 신인 드래프트에 미지명되어 건국대학교에 입학하였다. 건국대 2학년 때인 2009년 제64회 전국대학야구선수권대회에서 팀을 17년만에 대회 우승으로 이끌며 우수투수상을 수상하였다.
건국대 3학년 때인 2010년 춘계리그에서 3승 평균자책점 0점대를 기록한 덕에 그해 여름 미국 노스캐롤라이나주에서 개최된 한·미 선수권 대회를 위한 국가대표에 선발되어 나성범, 윤명준, 윤지웅 등과 함께 마운드를 지켰다. 게릿 콜, 소니 그레이, 재키 브래들리 주니어, 조지 스프링어 등 현 메이저리그 올스타 선수들이 즐비했던 미국 대학 대표팀과의 5차전 시리즈 중 2차전 한 경기에 등판하여 1.1이닝 동안 삼진을 세 개나 뽑았지만 4실점(3자책)하였다.

### 두산 베어스시절
2012년 신인 드래프트에서 9라운드 지명을 받아 두산 베어스에 입단하였다. 좋은 신체 조건에 너클볼까지 구사하지만 (야구)직구 스피드가 140km에 미치지 못한다(134km에서 139km까지 형성)는 스카우팅 보고서가 있는데다 대졸 선수로서 군미필에 1년 유급의 핸디캡까지 가지고 있어 입단 때부터 유망주로 분류되지 못했다. 게다가 수술까지 받게 되면서 현역 입대 후 자연스럽게 은퇴 수순을 밟았다.

## 출신학교
- 번암초등학교
- 전라중학교
- 전주고등학교
- 건국대학교